# Kvinnan i rummet
Kvinnan i rummet (originaltitel: Kvinden i buret) är en dansk deckarfilm från 2013, regisserad av Mikkel Nørgaard med manus skrivet av Nikolaj Arcel. Filmen baseras på romanen med samma namn av Jussi Adler-Olsen från 2011.

## Handling
Efter en misslyckad polisräd blir Carl Mørck förflyttad till polishusets avdelning för gamla ouppklarade fall, som går under namnet "Q". Där hittar han och hans nya kollega Assad ett fall om en kvinnlig politiker som försvann spårlöst fem år tidigare. Mørck börjar snart hitta spår som tyder på att hon i själva verket blev kidnappad. Nu bestämmer sig Mørck och Assad att lösa trots att deras polischef uppmanar dem att låta bli.

## Rollista (i urval)
| Nikolaj Lie Kaas         | – Carl Mørck                 |
| Fares Fares              | – Assad                      |
| Sonja Richter            | – Merete Lynggaard           |
| Mikkel Boe Følsgaard     | – Uffe                       |
| Søren Pilmark            | – Marcus Jacobsen            |
| Peter Plaugborg          | – Lars Henrik "Lasse" Jensen |
| Troels Lyby              | – Hardy                      |
| Patricia Schumann        | – Søs Norup                  |
| Eric Ericson             | – Johan Lundquist            |
| Marijana Jankovic        | – Tereza                     |
| Claes Ljungmark          | – Larsson                    |
| Lucas Lynggaard Tønnesen | – Lasse (barn)               |